# Breath (film)
Breath is een Australische film uit 2017, geregisseerd door Simon Baker en gebaseerd op het gelijknamig boek van Tim Winton.

## Verhaal
West-Australië, midden jaren 1970, twee tienerjongens Pikelet en Loonie brengen hun vrije tijd door met kattenkwaad uithalen en surfen. Op een dag ontmoeten ze de voormalig professioneel surfer Sando en zijn vrouw Eva. Sando laat de jongens steeds gewaagder acties uitvoeren maar intussen wordt Pikelet verliefd op Eva.

## Rolverdeling
| Acteur            | Personage |
| ----------------- | --------- |
| Simon Baker       | Sando     |
| Elizabeth Debicki | Eva       |
| Samson Coultier   | Pikelet   |
| Ben Spence        | Loonie    |
| Richard Roxburgh  | Mr. Pike  |
| Rachael Blake     | Mrs. Pike |

## Productie
In maart 2016 werd bekendgemaakt dat Simon Baker zijn regiedebuut zou maken met een verfilming van Tim Winton’s bestseller en zelf zou mee acteren en produceren. Zeven jaar ervoor had Baker de roman gekregen van zijn medeproducent Mark Johnson met de vraag deze film te produceren en tijdens de voorbereidingen kreeg hij de vraag of hij geen interesse had om de film ook te regisseren. Naast de twee jonge surfers Samson Coulter en Ben Spence werden Elizabeth Debicki, Richard Roxburgh en Rachael Blake gecast.
De filmopnamen hadden plaats in  Denmark in West-Australië.

### Release en ontvangst
Breath ging op 10 september 2017 in première op het internationaal filmfestival van Toronto in de sectie Contemporary World Cinema. De film kreeg positieve kritieken van de filmcritici met een score van 79% op Rotten Tomatoes, gebaseerd op 24 beoordelingen.